# Torrecilla de Alcañiz
Torrecilla de Alcañiz is een gemeente in de Spaanse provincie Teruel in de regio Aragón met een oppervlakte van 26,76 km². Torrecilla de Alcañiz telt 424 inwoners (1 januari 2016).